# Raymondia scopigera
Raymondia scopigera är en tvåvingeart som beskrevs av Jobling 1954. Raymondia scopigera ingår i släktet Raymondia och familjen lusflugor. Inga underarter finns listade i Catalogue of Life.